# 뉴이 미쓰기
뉴이 미쓰기(일본어: 乳井貢, 1712년 ~ 1792년)는 에도 시대의 히로사키 번사이다. 뉴이 미쓰구라고도 불린다.

## 개혁과 사상
1753년, 당시 번주인 쓰가루 노부야스에게 중용되어 간조부교의 자리에 올랐고, 1755년 12월에는 재정 최고책임자인 원사직(元司職)에 올랐다. 그는 재정난에 시달리는 히로사키번에 대해 호레키 개혁(宝暦改革)을 주도하였다. 개혁을 통해 그는 행정기능과 권력을 일원화하고, 경작지를 재조사하고 정비하며, 무사로의 계급 상승을 보장하며 상인들의 활동을 장려하는 등의 정책을 시행했다. 또 그는 '표부'(標符) 발행을 시행하였는데, 번 영내의 상업 활동에 있어서 화폐로 거래를 하는 것이 아닌 표부라는 일종의 장부를 이용하여 물건을 사고 파는 통제경제를 구축하였다. 이를 통해 뉴이는 번내 생활 물자와 부의 재분배를 꾀하였다.
1756년 8월에는 소토가하마를 순시하고, 쓰가루의 에조 마을(狄村)에 사는 에조의 신분을 '인간', 즉 일반 평민으로 정한다고 말하였다. 이는 당대의 에조를 바라보는 멸시관과는 큰 차이를 보이는 관점이었다.
뉴이의 개혁은 대지진과 대기근으로 인하여 종국에는 실패했지만, 어느 정도의 성과를 거두었다. 뉴이는 그가 추진한 급진적인 개혁과 기발한 발상으로 독특한 사상가로서 평가받았다.

## 주판에 대하여
그는 주산 교육에 관한 책 《초학산법》을 저술하였고, 이 책에서 주판의 아랫쪽 구슬을 네 알로 하는 것이 계산을 빨리 하기 위해 좋다고 제안하였다. 전통적으로는 주판의 아랫쪽 구슬이 다섯 알이었기 때문에 그의 주장은 신선한 것이었으나 널리 보급되지는 않았고, 실제로 네 알 주판은 일본에서 1935년에 들어서야 전국적으로 보급되었다.

## 저서
- 《지학유변》(志学幼弁)
- 《초학산법》(初学算法)(1781년)

## 같이 보기
- 쓰가루 노부아키라